# Erginulus crassescens
Erginulus crassescens is een hooiwagen uit de familie Cosmetidae.